# سائل دلگادو
سائل دلگادو دوآرته (۱۹۵۷–۱۹۲۶) یک میهن‌پرست کوبایی بود. در ۳۱ سالگی، وی یکی از قربانیان «قتل‌عام کورنتیا» بود، رویدادی که در تاریخ کوبا به یادگار مانده‌است.

## زندگی‌نامه
سائول روبن دلگادو دوارته در ۲۴ ژانویه ۱۹۲۶ در شهر هاوانا متولد شد. پدرش هومرو دلگادو آلامو، روزنامه‌نگار و مادرش ایسیس دوارته راموس یک معلم بود. وی تحصیلات ابتدایی خود را در کالج ناصره و در سنین بالاتر در مؤسسه ودادو انجام داد. وی سرانجام تحصیلات خود را در رشته نقشه‌برداری به پایان رساند.

## فعالیت انقلابی
سائل رئیس انجمن دانشجویان مؤسسه ودادو بود. اعتراضات دانشجویی را بدون ترس از خطرات و عواقب آن سازماندهی می‌کرد و در صف اول هر جنبش اعتراضی دانشجویی باقی می‌ماند. او در سازمانهای انقلابی زمان خود مانند اتحادیه انقلابی شورشی (UIR)، سازمان معتبر (OA) و (Triple A (AAA فعالیت کرد. او همچنین با عناصر ارتدکس ارتباط برقرار کرد. سائل برای آزادی زندانیان کودتای ۱۰ مارس ۱۹۵۲ خستگی ناپذیر جنگید. او همچنین در حمله به پادگان گویکوریا و حمله به یک پست در پادگان کلمبیا شرکت داشت.
وی از سال ۱۹۵۵ سفر به خارج از کشور را آغاز کرد. هدف از این سفرها آوردن اسلحه به کشور بود. این کار با وانمود کردن اینکه وی در کار واردات اتومبیل است انجام شد. وی برای اینکه بتواند در ماموریت‌های مسلحانه شرکت کند، به سانتودومینگو سفر کرد و ۵ ماه تحت آموزش دقیق قرار گرفت. او دوباره به کوبا به منطقه شرقی بازگشت و به جنبش تحت رهبری فیدل کاسترو، که از ۴ ماه قبل در سیرا مائسترا بود پیوست.

## درگذشت
در ۱۹ مه ۱۹۵۷، ساعت ۹ آنها از سواحل فلوریدا در ایالات متحده، با قایق تفریحی و قدیمی کورنتیا، حدود ۱۰۰ فوت طول و ۱۲ فوت عرض، به سمت کوبا حرکت کردند. فرماندهی با کالیکتو سانچز وایت، کهنه سرباز جنگ جهانی دوم بود. این سفر فاجعه بود زیرا قایق بادبانی در هوای بد با مشکل روبرو شد، سفر بیش از زمان مقرر طولانی شد و آب آشامیدنی آنها تمام شد. آنها در ۲۳ مه ۱۹۵۷ در امتداد ساحل کاناریتا در خلیج کابونیکو، در شمال استان وقت اورینته کوبا فرود آمدند. در ۲۸ مه آنها با هم توافق کردند که تسلیم شوند.
بعد از دستگیری، آنها را با یک کامیون از جاده سلطنتی معروف به نارنجال دو کابونیکو منتقل کردند و سپس بدون توجه به این که آنها اسیر جنگی بودند، همه را با رگبار مسلسل کشتند. روز بعد ارتش استبداد در صحنه قتل حاضر شد. آنها اجساد را پراکنده کردند تا به نظر برسد آنها در جنگ کشته شده‌اند. پس از ضبط وسایلشان، اجساد آنها را به قبرستان کابونیکو منتقل کردند. ساکنان محل قبرهای آن‌ها را کنده و آنها را دفن کردند.
سائل دلگادو در ماه مه ۱۹۵۷ در قتل‌عام کورنتیا به قتل رسید.